# Scottish Cup 1877-1878
La Scottish Cup 1877-1878 è stata la quinta edizione della Scottish Cup. Il torneo fu vinto dal Vale of Leven per la seconda volta di fila, che prevalse per 1-0 sul Third Lanark nella finale.

## Calendario
| Turni            | Date                            | Partite disputate | Club   | Nuove partecipanti |
| ---------------- | ------------------------------- | ----------------- | ------ | ------------------ |
| Primo Turno      | 22 settembre/13 ottobre 1877    | 56 (49 giocate)   | 116→61 | 116                |
| Secondo Turno    | 20/27 ottobre 1877              | 28                | 61→34  | -                  |
| Terzo Turno      | 3/17 novembre 1877              | 17                | 34→19  | -                  |
| Quarto Turno     | 1/15 dicembre 1877              | 9 (8 giocate)     | 19→12  | -                  |
| Quinto Turno     | 22 dicembre 1877/5 gennaio 1878 | 6                 | 12→6   | -                  |
| Quarto di Finale | 12/19 gennaio 1878              | 3                 | 6→3    | -                  |
| Semifinale       | 16 febbraio/16 marzo 1878       | 1                 | 3→2    | -                  |
| Finale           | 30 marzo 1878                   | 1                 | 2→1    | -                  |

## Primo turno
| Squadra 1                            | Risultato | Squadra 2                  |
| ------------------------------------ | --------- | -------------------------- |
| 22 settembre 1877                    |           |                            |
| Jordanhill                           | 1 - 0     | Queen's Park Juniors       |
| Newmains                             | 1 - 3     | Uddingston                 |
| Oxford                               | 0 - 1     | Sandyford                  |
| Partick                              | 2 - 0     | Union                      |
| 29 settembre 1877                    |           |                            |
| Alexandria                           | 0 - 2     | Milngavie                  |
| Alexandra Athletic                   | 2 - 0     | Lancefield                 |
| Arthurlie                            | 3 - 0     | Busby                      |
| Ayr Academicals                      | 4 - 1     | Vale of Calder             |
| Beith                                | 1 - 0     | Catrine                    |
| Clifton & Strathfillan               | 2 - 1     | Shaugraun                  |
| Clyde                                | 0 - 1     | Third Lanark               |
| Clydesdale                           | 3 - 0     | Dennistoun                 |
| Dumbarton                            | 4 - 0     | Waverley                   |
| Glenkilloch                          | 2 - 0     | Wellington Park            |
| Govan                                | 6 - 0     | Albatross                  |
| Hanover                              | 1 - 0     | Edinburgh Thistle          |
| Havelock                             | 6 - 0     | Craig Park                 |
| Hearts                               | 0 - 0     | Hibernian                  |
| Kelvinbank                           | 3 - 2     | Petershill                 |
| Kilbirnie                            | 6 - 0     | Dean                       |
| Kilmarnock                           | 5 - 1     | Hurlford                   |
| Kilmarnock Cricket and Football Club | 4 - 0     | Maybole Thistle            |
| Kilmarnock Portland                  | 1 - 0     | Cumnock                    |
| Lenzie                               | 2 - 0     | Ailsa                      |
| Mauchline                            | 6 - 0     | Girvan                     |
| Maybole Carrick                      | 1 - 1     | Tarbolton Burntonians      |
| Northern                             | 3 - 0     | Pollokshields Athletic     |
| Queen's Park                         | 9 - 0     | Whiteinch                  |
| Ramblers                             | 0 - 1     | Stonefield                 |
| Renfrew                              | 0 - 0     | Pollokshaws Athletic       |
| Rovers                               | 0 - 0     | John Elder                 |
| South Western                        | 8 - 0     | Dundee Our Boys            |
| Stonelaw                             | 1 - 1     | Airdrie                    |
| Strathclyde                          | 5 - 1     | West End                   |
| Telegraphists                        | 1 - 0     | 4th Renfrew RV             |
| Thornliebank                         | 1 - 0     | West End                   |
| 1st Lanark RV                        | 1 - 0     | West End                   |
| 3rd Edinburgh RV                     | 0 - 0     | Swifts                     |
| 10th Dumbarton RV                    | 1 - 0     | Star of Leven              |
| 23rd Renfrew RV                      | 1 - 0     | Levern                     |
| 6 ottobre 1877                       |           |                            |
| Barrhead                             | 7 - 0     | Morton                     |
| Hamilton                             | 1 - 0     | Avondale                   |
| Lennox                               | 2 - 0     | Helensburgh                |
| Queen of the South Wanderers         | 6 - 0     | Stranraer                  |
| Rangers                              | 13 - 0    | Possilpark                 |
| Shaftesbury                          | 2 - 3     | Rosslyn                    |
| Shotts                               | 2 - 3     | Drumpellier                |
| Data sconosciuta                     |           |                            |
| Mount Vernon                         | 1 - 2     | Glengowan                  |
| Ayr Thistle                          | rit.      | St. Andrew's               |
| Blackfriars                          | rit.      | Hyde Park Locomotive Works |
| Derby                                | rit.      | Dumbreck                   |
| Parkgrove                            | rit.      | Winton                     |
| Renton                               | rit.      | Vale of Leven Rovers       |
| St. Clement's                        | rit.      | Dunfermline                |
| Vale of Leven                        | rit.      | Kilmarnock Thistle         |

- Caledonian, Dunmore, Grasshoppers, e 17th Renfrew RV passano automaticamente al turno successivo.

### Replay
| Squadra 1             | Risultato | Squadra 2        |
| --------------------- | --------- | ---------------- |
| 6 ottobre 1877        |           |                  |
| Hibernian             | 2 - 1     | Hearts           |
| Pollokshaws Athletic  | 0 - 2     | Renfrew          |
| Rovers                | 2 - 2     | John Elder       |
| Tarbolton Burntonians | 0 - 3     | Maybole Carrick  |
| Swifts                | 2 - 1     | 3rd Edinburgh RV |
| 13 ottobre 1877       |           |                  |
| Airdrie               | 0 - 2     | Stonelaw         |

## Secondo turno
| Squadra 1        | Risultato | Squadra 2                            |
| ---------------- | --------- | ------------------------------------ |
| 20 ottobre 1877  |           |                                      |
| Arthurlie        | 1 - 0     | 17th Renfrew RV                      |
| Ayr Academicals  | 1 - 0     | Kilmarnock                           |
| Ayr Thistle      | 0 - 0     | Kilbirnie                            |
| Blackfriars      | 2 - 2     | Rovers                               |
| Caledonian       | 1 - 0     | Rosslyn                              |
| Clydesdale       | 0 - 2     | Queen's Park                         |
| Dumbarton        | 1 - 1     | Vale of Leven                        |
| Glengowan        | 3 - 1     | Stonelaw                             |
| Govan            | 1 - 0     | John Elder                           |
| Hanover          | 1 - 1     | Hibernian                            |
| Jordanhill       | 2 - 1     | Lenzie                               |
| Lennox           | 9 - 0     | Milngavie                            |
| Parkgrove        | 2 - 1     | Kelvinbank                           |
| Partick          | 8 - 1     | Strathclyde                          |
| Renton           | 3 - 0     | 10th Dumbarton RV                    |
| Sandyford        | 2 - 1     | Northern                             |
| South Western    | 2 - 2     | Havelock                             |
| Uddingston       | 3 - 0     | Hamilton                             |
| 1st Lanark RV    | 4 - 0     | Telegraphists                        |
| 27 ottobre 1877  |           |                                      |
| Beith            | 4 - 0     | Kilmarnock Portland                  |
| Mauchline        | 4 - 0     | Kilmarnock Cricket and Football Club |
| Maybole Carrick  | 2 - 0     | Queen of the South Wanderers         |
| Rangers          | 8 - 0     | Alexandra Athletic                   |
| Renfrew          | 2 - 1     | Glenkilloch                          |
| St. Clement's    | 2 - 0     | Dunmore                              |
| Third Lanark     | 8 - 0     | Derby                                |
| Data sconosciuta |           |                                      |
| Grasshoppers     | 3 - 0     | Clifton & Strathfillan               |
| Thornliebank     | 1 - 0     | 23rd Renfrew RV                      |

- Barrhead, Drumpellier, Renton Thistle, Stonefield e Swifts passano automaticamente al turno successivo.

### Replay
| Squadra 1       | Risultato | Squadra 2     |
| --------------- | --------- | ------------- |
| 27 ottobre 1877 |           |               |
| Havelock        | 0 - 2     | South Western |
| Hibernian       | 3 - 0     | Hanover       |
| Kilbirnie       | 3 - 1     | Ayr Thistle   |
| Rovers          | 0 - 0     | Blackfriars   |
| Vale of Leven   | 4 - 1     | Dumbarton     |

## Terzo turno
| Squadra 1        | Risultato | Squadra 2       |
| ---------------- | --------- | --------------- |
| 3 novembre 1877  |           |                 |
| Blackfriars      | 1 - 1     | Rovers          |
| 10 novembre 1877 |           |                 |
| Arthurlie        | 0 - 0     | Thornliebank    |
| Barrhead         | 2 - 1     | Renfrew         |
| Beith            | 3 - 0     | Maybole Carrick |
| Drumpellier      | 2 - 2     | Glengowan       |
| Govan            | 5 - 2     | Stonefield      |
| Hibernian        | 2 - 0     | Swifts          |
| Jordanhill       | 4 - 0     | Grasshoppers    |
| Mauchline        | 3 - 1     | Ayr Academicals |
| Parkgrove        | 3 - 1     | Sandyford       |
| Rangers          | 13 - 0    | Uddingston      |
| South Western    | 4 - 0     | 1st Lanark RV   |
| Vale of Leven    | 3 - 0     | Lennox          |
| Third Lanark     | 1 - 0     | Queen's Park    |
| 17 novembre 1877 |           |                 |
| Partick          | 1 - 0     | Caledonian      |
| Renton           | 1 - 0     | Renton Thistle  |

- Kilbirnie e St. Clement's passano automaticamente al turno successivo.

### Replay
| Squadra 1        | Risultato | Squadra 2   |
| ---------------- | --------- | ----------- |
| 10 novembre 1877 |           |             |
| Rovers           | 1 - 0     | Blackfriars |
| 17 novembre 1877 |           |             |
| Thornliebank     | 2 - 0     | Arthurlie   |
| Glengowan        | 0 - 0     | Drumpellier |

## Quarto turno
| Squadra 1        | Risultato | Squadra 2     |
| ---------------- | --------- | ------------- |
| 1 dicembre 1877  |           |               |
| Kilbirnie        | 1 - 2     | Mauchline     |
| Parkgrove        | 3 - 1     | Drumpellier   |
| Rangers          | 0 - 0     | Vale of Leven |
| South Western    | 5 - 0     | Glengowan     |
| Thornliebank     | 1 - 2     | Hibernian     |
| Third Lanark     | 7 - 0     | Govan         |
| Renton           | 4 - 0     | Rovers        |
| Data sconosciuta |           |               |
| Barrhead         | 0 - 0     | Partick       |
| Beith            | rit.      | St. Clement's |

- Jordanhill passa automaticamente il turno.

### Replay
| Squadra 1        | Risultato | Squadra 2    |
| ---------------- | --------- | ------------ |
| 8 dicembre 1877  |           |              |
| Barrhead         | 1 - 0     | Partick      |
| Hibernian        | 2 - 2     | Thornliebank |
| 15 dicembre 1877 |           |              |
| Vale of Leven    | 5 - 0     | Rangers      |

## Quinto turno
| Squadra 1        | Risultato | Squadra 2    |
| ---------------- | --------- | ------------ |
| 22 dicembre 1877 |           |              |
| Vale of Leven    | 10 - 0    | Jordanhill   |
| 29 dicembre 1877 |           |              |
| Parkgrove        | 1 - 1     | Partick      |
| Renton           | 2 - 1     | Thornliebank |
| South Western    | 3 - 1     | Hibernian    |
| 5 gennaio 1878   |           |              |
| Renfrew          | 0 - 2     | Mauchline    |
| Third Lanark     | 4 - 0     | Beith        |

### Replay
| Squadra 1      | Risultato | Squadra 2 |
| -------------- | --------- | --------- |
| 5 gennaio 1878 |           |           |
| Partick        | 1 - 2     | Parkgrove |

## Quarti di finale
| Squadra 1       | Risultato | Squadra 2     |
| --------------- | --------- | ------------- |
| 12 gennaio 1878 |           |               |
| Mauchline       | 7 - 0     | Renton        |
| Third Lanark    | 0 - 1     | South Western |
| 19 gennaio 1878 |           |               |
| Vale of Leven   | 5 - 0     | Parkgrove     |

### Replay
| Squadra 1       | Risultato | Squadra 2    |
| --------------- | --------- | ------------ |
| 19 gennaio 1878 |           |              |
| Renton          | 3 - 1     | Mauchline    |
| South Western   | 1 - 2     | Third Lanark |

## Semifinale
| Squadra 1        | Risultato | Squadra 2    |
| ---------------- | --------- | ------------ |
| 16 febbraio 1878 |           |              |
| Renton           | 1 - 3     | Third Lanark |

- Vale of Leven passa automaticamente in finale.

### Replay
| Squadra 1    | Risultato   | Squadra 2    |
| ------------ | ----------- | ------------ |
| 9 marzo 1878 |             |              |
| Renton       | 1 - 1 (dts) | Third Lanark |

#### Secondo replay
| Squadra 1     | Risultato | Squadra 2 |
| ------------- | --------- | --------- |
| 16 marzo 1878 |           |           |
| Third Lanark  | 1 - 0     | Renton    |

## Finale
| Arbitro: | Robert W. Gardner |

|               |           |  |
| McDougall 65’ | Marcatori |  |